# Typhlodromus setubali
Typhlodromus setubali är en spindeldjursart som beskrevs av Dosse 1961. Typhlodromus setubali ingår i släktet Typhlodromus och familjen Phytoseiidae. Inga underarter finns listade i Catalogue of Life.